# Münzkirchen
Münzkirchen är en köpingskommun i distriktet Schärding i det österrikiska förbundslandet Oberösterreich. 
Kommunen har 2 552 invånare (2024) och består av 15 orter (Ortschaften) (inom parentes invånarantal 1 januari 2024):

- Eisenbirn (52)
- Eitzenberg (93)
- Feicht (50)
- Ficht (106)
- Freundorf (91)
- Füchsledt (2)
- Geibing (40)
- Hötzenberg (24)
- Landertsberg (71)
- Ludham (19)
- Münzkirchen (1 900)
- Prackenberg (15)
- Raad (35)
- Schießdorf (36)
- Wilhelming (18)